# Ordre royal et militaire de Saint-Herménégilde
L'Ordre royal et militaire de Saint-Herménégilde (espagnol : Real y Militar Orden de San Hermenegildo) est une distinction militaire et un ordre honorifique espagnol destiné à récompenser les mérites militaires. Il fut créé par le roi Ferdinand VII d'Espagne à la fin de la guerre d'indépendance espagnole le 28 novembre 1814.

## Historique
Il fut créé afin de servir de récompense supérieure aux militaires espagnols pour les services exemplaires ainsi que pour les actes de bravoure au combat. Le souhait du roi fut de créer une distinction de haut rang comparable aux autres ordres espagnols plus anciens et il décida de le placé sous le patronage de saint Herménégilde, un roi wisigothique de Séville du VIe siècle, martyr de la défense de la foi catholique et saint patron des forces armées espagnoles.
Le premier décret de promulgation de cet ordre fut publié en 1815 et fut modifié en 1879, 1951, 1994 et plus récemment en 2003.
Son objectif est de récompenser et distinguer les officiers généraux, officiers et sous-officiers de l’armée de terre, de la marine, de l'armée de l'air, des forces spéciales et du la garde civile, pour leur constance et leur conduite irréprochable dans le service.

## Attribution
L'ordre se divise en quatre classes :
- Chevalier (Cruz) : l'insigne se porte sur la poitrine, ce grade est conféré aux généraux, aux amiraux, aux officiers et sous-officier après avoir effectué 20 ans de service.
- Commandeur (Encomienda) : la décoration se porte autour du cou ; grade conféré pour avoir accompli 25 ans de service.
- Commandeur avec étoile (Placa) : la décoration se porte autour du cou et la plaque sur le côté droit du buste ; récompense pour 30 ans de service.
- Grand-croix (Gran Cruz) : la décoration se porte autour du cou et la plaque sur le côté gauche du buste ; récompense pour 33 ans de service.

## Insignes
La croix de chevalier ainsi que la cravate de commandeur sont dorées et présentent une croix pattée blanche émaillée surmonté par une couronne royale. La partie centrale est à l'effigie de saint Herménégilde à cheval, entourée par un anneau bleu dans lequel il est inscrit : « PREMIO A LA CONSTANCIA MILITAR » (récompense pour la constance militaire), l'insigne de commandeur comporte une couronne de laurier entourant le médaillon central. Au revers figure le chiffre royal de Ferdinand VII d'Espagne.
Les plaques de commandeur et de grand-croix sont composées d'une croix de Malte dorée dont les branches se terminent par des boules et repose sur des rayons argent entre ses branches. La partie centrale est à l'effigie de saint Herménégilde et est entourée par un anneau blanc avec la devise de l'ordre et par une couronne de laurier. Le médaillon de plaque de grand-croix est surmonté par une couronne royale.
| Grand-croix (Gran Cruz) | Commandeur avec plaque (Placa) | Commandeur (Encomienda) | Chevalier (Cruz) |

| Grand-croix | Commandeur avec plaque | Commandeur | Chevalier |

## Sources
- (es)/(en) Cet article est partiellement ou en totalité issu des articles intitulés en espagnol « Real y Militar Orden de San Hermenegildo » (voir la liste des auteurs) et en anglais « Royal and Military Order of Saint Hermenegild » (voir la liste des auteurs).